# Дијагностички тест
Дијагностички тест је усмерени интервју, стандардизовани тест и други поступци дизајнирани да идентификују постојање, природу и порекло субјектових поремећаја.